# Igerøy
Igerøy est une localité de l'île d'Igerøya dans le comté de Nordland, en Norvège.

## Géographie
Administrativement, Igerøy fait partie de la kommune de Vega.